# Günter Blum (Fotograf)
Günter Blum (* 16. Januar 1949 in Mannheim; † 20. Juli 1997) war ein deutscher Fotograf, Grafikdesigner und Fotodesigner. Seine erotischen Fotografien wurden vor allem in den 1990er Jahren einer breiteren Öffentlichkeit durch seine Fotografien in den Bereichen Erotik, Akt, BDSM und Fetisch bekannt, insbesondere durch die Thematik Maschine, Fetisch und Mensch. Eine seiner bekanntesten Aufnahme wurde 1996 als Titelbild des Spiegel Spezial: Liebe und Triebe – Was ist normal? verwendet. Seine Schwarzweißfotografien waren ausdrucksstark, sinnlich und teilweise auch provokant.
In den 1970er Jahren gestaltete er unter anderem Schallplattencover mit surrealistischen, futuristischen Motiven, z. B. U.F.O.'s 'Live' (1972, fälschlich als „Günther Blum“ geschrieben) und 'Space Metal' (1976), King Ping Meh's 'Concrete' (1976), Parzifal 'Legend' (1971), Prof. Wolfff 's/t' (1971) und die erste LP von Grobschnitt 's/t' (1972), ohne selbst die Musik gehört zu haben.
Ab 1989 widmete sich Blum ganz der Fotografie. Seine „Metropolis Serie“ wurde in seinem ersten Bildband „Akt“ publiziert. Fritz Lang inspirierte den Fotografen dazu imposante und aufwendige Kulissen zu bauen, in denen er bevorzugt den weiblichen Körper inszenierte. Seine Arbeiten wurden in Magazinen im In- und Ausland publiziert, unter anderem im Playboy, Penthouse, Stern, und Spiegel. Seine Werke wurden international ausgestellt. Einige seiner größten Ausstellungen zeigte die Münchner Galerie Reygers.
1995 heiratete Blum seine langjährige Lebensgefährtin und Model Sylvie Neubauer. Sie war das Hauptmotiv in den meisten seiner Arbeiten. Der Künstler verstarb am 20. Juli 1997 an Lungenkrebs. Blums Fotografien befinden sich heute in verschiedenen privaten und öffentlichen Sammlungen und Museen.

## Veröffentlichungen
- Akt. Braus, 1993, ISBN 3-89466-058-9.
- Venus. Braus, 1997, ISBN 3-89466-203-4.
- Erotisches Tagebuch. Umschau, 2000, ISBN 3-8295-6814-2.
- Naked Steel. Erotic Print Society, 1999, ISBN 1-898998-15-9.
- Male 2000 (Kalender). Tushita Verlag, 2000, ISBN 3-89789-056-9.
- Unpublished. Edition Braus im Wachter Verlag, 2002, ISBN 3-89904-032-5.